# Coelotes brevis
Coelotes brevis là một loài nhện trong họ Amaurobiidae.
Loài này thuộc chi Coelotes. Coelotes brevis được Yajun Xu & S. Q. Li miêu tả năm 2007.